# محمد فريد سيالة
محمد فريد سيالة (27 فبراير 1927 - 12 مارس 2008) من رجال الصحافة والثقافة والأدب في ليبيا، من عائلة طرابلسية مرموقة اشتهرت بالتدين والعلم والاخلاق الحميدة.

## حياته
- نشأ في مدينة طرابلس وتعلم في كتاتيبها، والتحق بمدرسة (برينشيبي دي بيمونتي) الايطالية عام 1937، ودرس بها حتى أنهى الصف الثاني الابتدائي، حيث أقفلت سلطات الاحتلال الإيطالي أبوابها بسبب نشوب الحرب العالمية الثانية في سبتمبر 1939. انضم إلى دورة تأهيل المعلمين بالمدرسة المركزية بشارع ميزران التي نظمتها الإدارة العسكرية البريطانية وحصل على دبلوم معلمين عام 1949. انخرط في سلك التعليم حتى عام 1959 بمدارس باب تاجوراء والمدينة القديمة بطرابلس.

بدأ اهتمامه بالصحافة منذ عام 1943، حين نشرت له ملاحظات بركن رسائل إلى المحرر بجريدة طرابلس الغرب. ترأس تحرير مجلة (صوت العربي)التي أصدرتها اللجنة الثقافية برابطة المعلمين بولاية طرابلس، منذ عددها الأول الصادر في شهر يناير 1955، ولمدة إحدى عشرة شهرا. في أواخر عام 1955 ترأس تحرير جريدة (اللواء)، وقد أقفلت السلطات آنذاك هذه الجريدة بعد صدور عددها الرابع لنشرها أخبار غير مرغوب فيها. ترأس تحرير جريدة (الطليعة) خلال الفترة من يناير 1965 حتى أكتوبر 1966. حصل على امتياز إصدار جريدة اجتماعية رياضية أدبية تحت اسم (الاولمبياد)، وصدر العدد الأول منها بتاريخ 1أغسطس 1966 وتوالى صدور أعدادها حتى 25 مارس 1968.
عام 1958 صدر له كتاب بعنوان (نحو غد مشرق) الذي أثار عاصفة كبرى من مؤيد ومعارض لفكرة الكتاب الأساسية التي تدور حول «تحرير المرأة الليبية» .

## نتاجه الأدبي
- محمد فريد سيالة (1954). خضراء الدمن. نشرت مسلسلة بمجلة (هنا طرابلس الغرب).
- محمد فريد سيالة (1955). الحب الأول. نشرت مسلسلة بمجلة (صوت المربي).
- محمد فريد سيالة (1958). نحو غد مشرق (PDF) (ط. الأولى). طرابلس: مكتية الفرجاني.
- محمد فريد سيالة (1958-1959). الحياة صراع. نشرت مسلسلة بمجلة (هنا طرابلس الغرب)
- محمد فريد سيالة (1962). اعترافات إنسان (ط. الأولى). طرابلس: مكتية الفرجاني. (أعادت مجلة الدوحة نشرها ضمن سلسلة كتاب الدوحة في يناير 2017).[2]
- رواية وتغيرت الحياة، غير منشورة.